# أبو عبد الله الشيعي
أبو عبد الله الشيعي (الوفاة 298هـ ـ 911م) الحسين بن محمد بن زكريا، أبو عبد الله، المعروف بالشيعي ويلقب بالمعلم.
ممهد الدولة الفاطمية، والداعي لعبيد الله المهدي وناشر دعوته في المغرب.
كان من الدهاة الشجعان، من أعيان الإسماعيلية وأعلاهم؛ من أهل صنعاء.
اتصل في صباه «بأبي حوشب» فلزم مجالسته وأفاد من علمه. ثم بعثه مع حجاج اليمن إلى مكة، ليتحرى عن أهل المغرب فلقي في الموسم رجالاً من «كتامة» فأخذوا عنه «المذهب» ورحل معهم إلى المغرب. ودعا كتامة (سنة 286هـ) إلى بيعة «المهدي» ولم يسمه، وبشرهم بأنهم سيكونون أنصاره الأخيار وأن اسمهم مشتق من «الكتمان» فتبعه بعضهم. فقاتل من لم يتبعه بمن تبعه فأطاعوه جميعاً.
وبلغ خبره إبراهيم بن أحمد بن الأغلب عامل إفريقية بالقيروان، فأرسل هذا إلى عامل «ميلة» يسأله عن أمره، فحقره وذكر أنه رجل يلبس الخشن ويأمر بالعبادة والخير. فأعرض عنه، وعظم شأن أبي عبد الله، فزحف في قبائل تهامة إلى بلد «ميلة» فملكها على الأمان بعد حصار.
فبعث ابن الأغلب ابنه «الأحول» في عشرين الف مقاتل، فهزم كتامة، وجيش أبو عبد الله وامتنع أبو عبد الله بجبل ايكجان، فبنى به مدينة سماها «دار الهجرة» وأقبل عليه الناس، وامتلك القيروان وأجلى عنها ملكها (زيادة الله الثالث الأغلبي) ثم علم بموت الإمام بالسلمية وأنه أوصى لابنه «عبيد الله» فأرسل اليه رجالاً من كتامة يخبرونه بما بلغت اليه الدعوة، فجاءه عبيد الله.
وحدثت حروب عدة قام فيها ابي عبد الله بالعظائم. وانتهت بمبايعة عبيد الله «المهدي» والقضاء على دولة «الأغالبة» بالقيروان، سنة 296هـ واستثقل المهدي وطأة الشيعي وتحكمه وانقياد كتامة إليه، فأمر اثنين من رجاله بقتله وقتل أخ له يعرف بأبي العباس، فوقفا لهما عند باب القصر، وحمل أحدهما على الشيعي فقال له: لا تفعل! فقال: الذي امرتنا بطاعته أمر بقتلك! وأجهز عليه وكان ذلك في مدينة رقادة قرب القيروان.